# Ctenomys yatesi
Ctenomys yatesi є видом туко-туко з Болівії. Зустрічаються лише поблизу Роборе, департамент Санта-Крус, на висоті близько 550 метрів, особини цього виду мають довжину близько 220 міліметрів і мають м’яке горіхово-сіре волосся. Вид був названий на честь Террі Єйтса, колишнього куратора Університету Нью-Мексико.